# العلاقات اللوكسمبورغية الناوروية
العلاقات اللوكسمبورغية الناوروية هي العلاقات الثنائية التي تجمع بين لوكسمبورغ وناورو.

## مقارنة بين البلدين
هذه مقارنة عامة ومرجعية للدولتين:
| وجه المقارنة                                              | لوكسمبورغ                                                     | ناورو                          |
| --------------------------------------------------------- | ------------------------------------------------------------- | ------------------------------ |
| المساحة (كم2)                                             | 2.59 ألف                                                      | 21                             |
| عدد السكان (نسمة)                                         | 599.45 ألف                                                    | 10.08 ألف                      |
| الكثافة السكانية (ن./كم²)                                 | 231.45                                                        | 48.00 ألف                      |
| العاصمة                                                   | لوكسمبورغ                                                     | ضاحية يارين                    |
| اللغة الرسمية                                             | اللغة اللوكسمبورغية، لغة فرنسية، اللغة الألمانية              | اللغة الناورونية، لغة إنجليزية |
| العملة                                                    | يورو، فرنك لوكسمبورغ                                          | دولار أسترالي                  |
| الناتج المحلي الإجمالي (بليون دولار)                      | 62.40 مليار                                                   | 113.88 مليون                   |
| الناتج المحلي الإجمالي (تعادل القوة الشرائية) بليون دولار | 58.13 مليار                                                   | 162.98 مليون                   |
| الناتج المحلي الإجمالي الاسمي للفرد دولار أمريكي          | 101.45 ألف                                                    | 9.83 ألف                       |
| الناتج المحلي الإجمالي للفرد دولار أمريكي                 | 101.93 ألف                                                    |                                |
| مؤشر التنمية البشرية                                      | 0.892                                                         |                                |
| رمز المكالمات الدولي                                      | +352                                                          | +674                           |
| رمز الإنترنت                                              | .lu                                                           | .nr                            |
| المنطقة الزمنية                                           | توقيت وسط أوروبا، ت ع م+01:00، ت ع م+02:00، أوروبا/لوكسمبورج ‏ | ت ع م+12:00                    |

## منظمات دولية مشتركة
يشترك البلدان في عضوية مجموعة من المنظمات الدولية، منها:
| علم المنظمة | اسم المنظمة                   | تاريخ انضمام لوكسمبورغ | تاريخ انضمام ناورو |
| ----------- | ----------------------------- | ---------------------- | ------------------ |
|             | بنك التنمية الآسيوي           | 2003                   | 1991               |
|             | منظمة الشرطة الجنائية الدولية | ?                      | ?                  |
|             | يونسكو                        | 27 أكتوبر 1947         | 17 أكتوبر 1996     |
|             | منظمة حظر الأسلحة الكيميائية  | ?                      | ?                  |
|             | الاتحاد البريدي العالمي       | ?                      | ?                  |
|             | الأمم المتحدة                 | 24 أكتوبر 1945         | 14 سبتمبر 1999     |
|             | الاتحاد الدولي للاتصالات      | 2 مارس 1866            | 10 يونيو 1969      |

## وصلات خارجية
- موقع وزارة الخارجية اللوكسمبورغية